# Irene Schouten
Irene Schouten (Zwaagdijk, 21 giugno 1992) è un'ex pattinatrice di velocità su ghiaccio olandese vincitrice di tre medaglie d'oro ai Giochi olimpici di Pechino 2022 nei 3000 m, 5000 m e mass start e un bronzo a Pyeongchang 2018 nella mass start. È stata più volte campionessa mondiale.

## Palmarès

### Olimpiadi
- 4 medaglie:
  - 3 ori (3000 m, 5000 m e mass start e a Pechino 2022)
  - 1 bronzo (mass start a Pyeongchang 2018)

### Mondiali distanza singola
- 13 medaglie:
  - 6 ori (partenza in linea a Heerenveen 2015; partenza in linea a Inzell 2019; 5000 m a Heerenveen 2021; 5000 m a Heerenveen 2023; 3000 m, partenza in linea e sprint a squadre a Calgary 2024)
  - 2 argenti (3000 m a Heerenveen 2023; 5000 m a Calgary 2024)
  - 5 bronzi (5000 m a Kolomna 2016; partenza in linea a Salt Lake City 2020; 3000 m e partenza in linea a Heerenveen 2021; partenza in linea a Heerenveen 2023)

### Europei
- 1 medaglia:
  - 1 oro (mass start a Heerenven 2020)

### Coppa del Mondo
- Vincitrice della Coppa del Mondo mass start nel 2016.
- Miglior piazzamento nella Coppa del Mondo lunghe distanze: 3ª nel 2016
- 21 podi (tutti individuali):
  - 9 vittorie
  - 8 secondi posti
  - 4 terzi posti